# Грифовая цесарка
Грифовая цесарка (лат. Acryllium vulturinum) — птица семейства цесарковые. Единственный представитель своего рода. Птица замечательно приспособлена к жизни в засушливых, поросших кустарником регионах Африки. Может обходиться малым количеством воды, так как получает жидкость из пищи.
Грифовая цесарка — самый крупный и ярко окрашенный вид цесарок. В её оперении есть такие цвета, как блестящий кобальтово-синий, лиловый, черный и белый. Своим названием грифовая цесарка обязана форме головы и шеи, напоминающей голову грифа.

## Места обитания
Полупустынные, поросшие кустарником районы Эфиопии, Сомали и Кении, до северо-востока Уганды и Танзании.

## Образ жизни
У грифовых цесарок достаточно плотное тело. Ноги сильные. Держатся они чаще всего небольшими стаями на сухих, пыльных, поросших кустарником равнинах Восточной Африки. На этих просторах мало непересыхающих источников. Основу растительности здесь составляют колючие кусты акаций.
Когда биотопы чрезмерно высыхают, грифовые цесарки переселяются в лесистые низины или горные леса, где держатся вместе с другими видами цесарок. Если грифовая цесарка почувствует угрозу, она убегает от опасности на своих длинных ногах, как и большинство наземных видов птиц, и отыскивает убежище в зарослях кустарника. Только в крайнем случае грифовая цесарка решает взлететь и пролететь 50, максимум 500 метров. В сумерки цесарки взлетают на деревья, где проводят ночь. Каждая стая находит для себя высокую акацию, желательно окруженную густым кустарником. Свои участки самцы охраняют, а чужаков прогоняют, пуская в ход острые клювы и шпоры.
Почти весь год цесарки держатся стаями, насчитывающими 20—30 птиц, встречаются группы из 70 особей. В гнездовой период стаи распадаются на гнездящиеся пары и небольшие группы одиночных птиц.

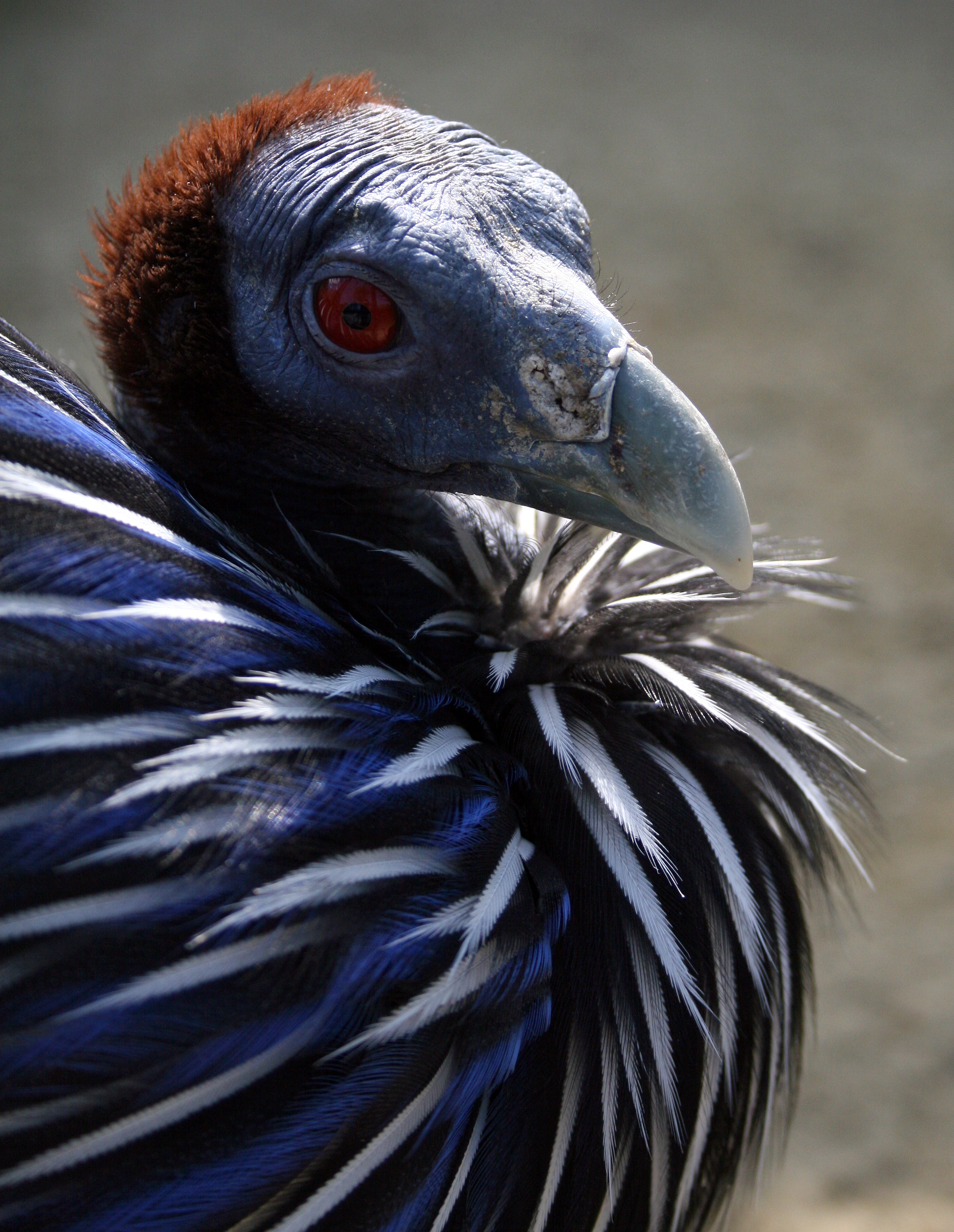
Красивые голубые, черные и белые перья плохо приспособлены для полета, но играют важную роль в брачный период

## Пища
Перед рассветом цесарки оставляют места ночевок и отправляются на поиски пищи. До самого полуденного зноя стая в поисках пищи прочесывает территорию, постоянно держась недалеко от кустарниковых зарослей.
В самые жаркие часы кусты служат им местом отдыха и дают благотворную тень. Только под вечер, когда лучи солнца теряют свою силу, и жара понемногу отступает, цесарки снова отправляются на кормежку.
Главным источником корма для них являются низкорослые растения. Грифовые цесарки едят различные семена, зеленые части трав, почки, побеги и корни, не брезгуют и насекомыми, пауками, скорпионами и даже улитками. Грифовая цесарка может не ходить на водопой, так как необходимое количество жидкости она получает из растений, животного корма и утренней росы, которая собирается на листьях.
Слепая кишка у грифовых цесарок намного длиннее, чем у других птиц. Считается, что такое строение пищеварительной системы необходимо, чтобы организм грифовой цесарки мог усвоить как можно больше воды из пищи.

## Размножение
Сигналом к началу брачного периода служат ежегодные ливни, которые гарантируют птенцам достаточное количество корма. Пик брачного периода во всем ареале приходится на июнь месяц, но птицы могут размножаться в течение всего года.
Самец начинает обращать на себя внимание самки. Он становится перед ней, опустив голову вниз и расправив крылья, стараясь игрой красок очаровать избранницу. Если самка не проявляет интереса, самец обычно упорно преследует её и еще раз пробует обратить на себя внимание. Если ухаживание оканчивается успешно и наступает спаривание, через некоторое время самка откладывает от 8 до 15 яиц.
Цесарки не строят гнезда, а откладывают яйца в неглубокую ямку. Самка одна насиживает яйца. В скором времени после вылупления птенцы покидают гнездо, а самец кормит их еще в течение нескольких дней. В первые несколько недель жизни птенцы грифовой цесарки покрыты коричневым и золотисто-коричневым пятнистым пухом.

## Охрана
Во многих районах ареала грифовая цесарка многочисленна и исчезновение ей не грозит. В некоторых местах все еще является объектом охоты.

## Интересные факты
- По сравнению с другими птицами, обитающими в пустынных местностях, у грифовой цесарки необычайно яркое оперение. У большинства других видов птиц в этих районах менее броская, коричневая окраска, которая позволяет лучше маскироваться.
- В Европе и Северной Америке цесарок часто выращивают в вольерах. Птицы хорошо переносят разные климатические условия и своим экзотическим внешним видом могут заинтересовать и привлечь посетителей.